# Karl Nehammer
Karl Nehammer (Viena, 18 de octubre de 1972) es un político austriaco del Partido Popular Austríaco (ÖVP) que ejerció como canciller federal de Austria de diciembre de 2021 a enero de 2025. También se ha desempeñado como Ministro del Interior desde enero de 2020 a diciembre de 2021. Anteriormente fue secretario general del ÖVP de 2018 a 2020 y miembro del Consejo Nacional de 2017 a 2020.

## Biografía
Nehammer creció en Viena, donde asistió al Kalksburg College y la escuela primaria Amerlingstrasse, donde se graduó en 1992. Completó su servicio militar en 1996. En 1997 fue dado de baja como teniente. Luego trabajó como capacitador de instrucción para oficiales de información para el Ministerio Federal de Defensa Nacional y como capacitador de comunicación estratégica para varias instituciones, como el Instituto de Promoción Vocacional (BFI) y la Academia Política del Partido Popular Austríaco. A partir de 2012, completó un curso universitario de dos años en comunicación política en la Universidad del Danubio Krems y se graduó con una maestría.
Nehammer es miembro de las Corporaciones de Estudiantes Católicos Austriacos Sonnberg Perchtoldsdorf dentro de la Mittelschüler-Kartellverband. Está casado con la militante del ÖVP Katharina Nehammer y tienen dos niños. La pareja recibió críticas a principios de 2020 después de que Katharina fuera nombrada portavoz del Ministerio de Defensa, y Herbert Kickl acusó al gobierno de poner la política interior y de defensa "en manos de una sola familia". Comenzó a trabajar en el sector privado en relaciones públicas en julio de 2020. El suegro de Nehammer es el ex presentador de la ORF Peter Nidetzky.

## Carrera política
Nehammer se volvió activo dentro de la organización del partido ÖVP después de dejar el ejército, inicialmente trabajando con la academia del partido. Luego fue jefe del departamento de servicio y movilización en la sede del partido entre 2007 y 2008 y del departamento de capacitación y redes de 2008 a 2009. Luego se convirtió en director de la academia del partido en Baja Austria y se le consideró cercano al entonces vicegobernador Wolfgang Sobotka.
En octubre de 2015, Nehammer fue nombrado secretario general adjunto y presidente de la organización federal del Sindicato de Trabajadores de Austria (ÖAAB), la asociación sindical del ÖVP. Durante las elecciones presidenciales austriacas de 2016, fue nombrado manager de reemplazo del candidato del ÖVP Andreas Khol a mitad de la campaña, pero no pudo salvarlo de un resultado históricamente pobre del 11%.
Sucedió a August Wöginger como secretario general de la ÖAAB en 2016 y ocupó este cargo hasta enero de 2018. En noviembre de 2016, también fue elegido presidente regional de la ÖAAB en Viena. Desde abril de 2017, ha sido presidente distrital del ÖVP en Viena-Hietzing.
En las elecciones generales de 2017, Nehammer fue elegido al Consejo Nacional como representante de Viena. Durante la posterior formación del gobierno, fue miembro del equipo negociador del ÖVP en el área de defensa. Fue elegido vicepresidente de la facción parlamentaria del ÖVP el 8 de noviembre y fue nombrado portavoz de los medios de comunicación. El 25 de enero de 2018, sucedió a Elisabeth Köstinger y Stefan Steiner como secretario general del ÖVP. En septiembre de 2018, también sucedió a Efgani Dönmez como portavoz de integración y migración.
Nehammer se postuló en las elecciones generales de 2019 en el quinto lugar en la lista estatal del ÖVP en Viena, y en el undécimo lugar en la lista federal del ÖVP. También fue uno de los cinco asesores del ÖVP en la autoridad electoral durante la elección. En el curso de la formación posterior del gobierno, negoció en las áreas de Europa, migración, integración y seguridad.

### Ministro del Interior
Nehammer fue nombrado ministro del Interior en el segundo gobierno de Sebastian Kurz y juró el cargo el 7 de enero. Bajo su liderazgo, el gobierno austriaco presentó cargos a mediados de 2020 contra una persona que había confesado espiar para el servicio secreto de Turquía. Fue uno de los tres administradores de crisis públicas durante la pandemia de COVID-19, con la responsabilidad de hacer cumplir los cierres y restricciones. Se le considera un firme partidario de la política de refugiados de Sebastian Kurz.
Nehammer lideró la respuesta del gobierno tras el atentado de Viena de 2020. Describió al atacante como un "terrorista islamista" y simpatizante del Estado Islámico, y admitió que los servicios de inteligencia bajo su jurisdicción no habían podido comunicar información que pudiera haber evitado el ataque. La esposa y los hijos de Nehammer recibieron protección policial como resultado de las amenazas de muerte recibidas después del ataque.
Después de que Sebastian Kurz anunció su retiro de la política y Alexander Schallenberg su renuncia como canciller, Karl Nehammer fue designado provisionalmente como líder del ÖVP por el ejecutivo del partido. 
El 6 de diciembre de 2021 prestó juramento como canciller de Austria.